# René Sturel
René Sturel (* 23. April 1885 in Paris; † 22. August 1914 in Châtelet (Belgien)) war ein französischer Romanist und Renaissancespezialist.

## Leben und Werk
René Jules Eugène Sturel machte Abitur am Lycée Condorcet und studierte an der Sorbonne bei Gustave Lanson. Er erwarb 1905 die Licence, 1907 das Diplôme d’Etudes supérieures und 1909 die Agrégation des lettres. Er war Gymnasiallehrer in Saint-Etienne, Beauvais und Le Havre, dazwischen zwei Jahre Stipendiat an der Sorbonne. Eine Habilitationsschrift über die Wirkung des Hellenismus in Frankreich war in Vorbereitung.
Sturel fiel als Leutnant des 36. Infanterieregiments am 22. August 1914 in der Schlacht an der Sambre in Châtelet (Belgien). Sein Einzelgrab befindet sich auf dem Soldatenfriedhof La Belle Motte (Grab Nr. 538) in Aiseau-Presles.

## Werke
- Jacques Amyot. Traducteur des "Vies parallèles" de Plutarque, Paris 1908, Genf 1974 (preisgekrönte Diplomarbeit)
- Notes sur Étienne Dolet d'aprés des inédits, in: Revue du seizième siècle 1, 1913
- Bandello en France au XVIe siècle, Bordeaux 1918, Genf 1970 (Vorwort von Henri Hauvette)